# Rafael Verga
Pour les articles homonymes, voir Verga.
Rafael Verga est un top-model brésilien né le 27 juillet 1981 à Florianópolis. 

## Carrière
Il a représenté les marques 2(X)IST, Abercrombie & Fitch, American Eagle Outfitters et ensuite Zegna, et aussi les marques de sous-vêtements Mash et Giulio Underwear. 
Il a posé pour les couvertures de magazines. Il apparaît en couverture d'un numéro de Têtu sur les jeux olympiques. Le photographe Bruce Weber le prend en photo pour GQ en 2004.
Il réside à New York.

## Agences
- Elite (Brésil)
- IMG Models